# Cetatea Rheinstein

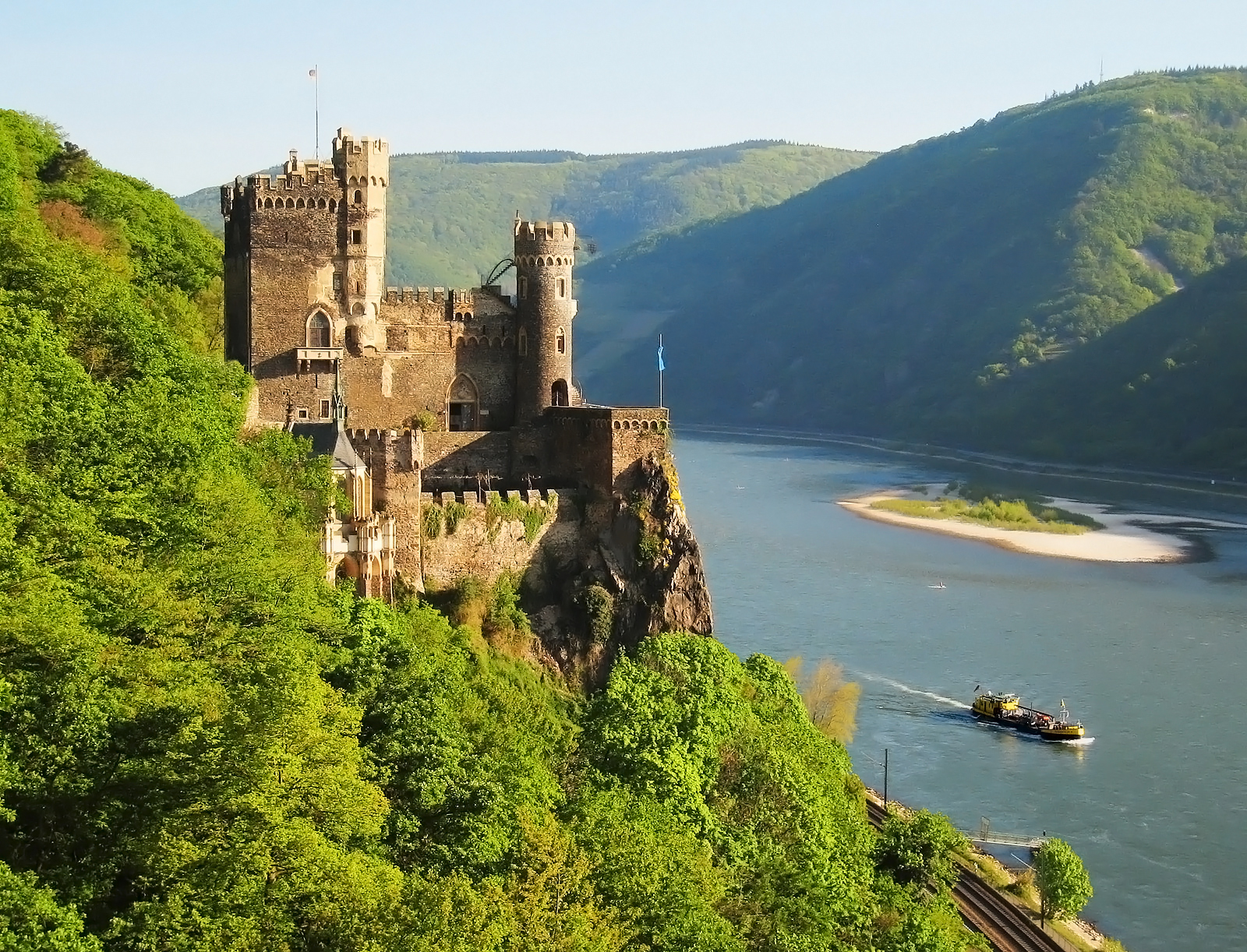
Cetatea Rheinstein

Cetatea Rheinstein a purtat în decursul istoriei mai multe denumiri ca „Vaitzburg” sau „Voitsberg”, este o cetate medievală situată pe cursul mijlociu al Rinului în districtul Mainz-Bingen, landul Renania-Palatinat, Germania.

## Așezare
Cetatea este așezată pe malul stâng al Rinului, situat pe o stâncă la 90 de m deasupra fluviului, la est se află Binger Wald (Pădurea Bingen). Cetatea se află între Rin, Bingen și Trechtingshausen în apropiere de Rheinknie (Curbura Rinului) și cetatea Ehrenfels de pe malul drept al Rinului.

## Istoric
După ultimele cercetări se presupune că construcția cetății ar fi început prin anii 1316/1317. Cetatea este pentru prima oară în anul 1323 amintită ca proprietate a principatului din Mainz (Kurmainz), fiind construită în timpul arhiepiscopului Peter von Aspelt (1306-1320). Ea a fost construită pentru a controla și apăra ținutul împotriva cavalerilor care prădau regiunea sub conducerea Castelanilor von Hohenfels, Aceștia au fost învinși în anul 1286 și cetatea lor a fost distrusă de regele „Rudolf von Habsburg”. In cele din urmă după ce cetatea a avut mai mulți proprietari și suferă stricăciuni de pe urma războaielor de succesiune pe tron, ruina va fi reconstruită în anul 1816 de meșterul prusac Karl Friedrich Schinkel. In anul 1973 prințesa Barbara von Hessen caută să vândă cetatea, ea fiind înșelată de un așanumit cumpărător englez care înainte de a dispare, a furat din cetate o serie obiecte de valoare. Acest furt a diminuat considerabil prețul de vânzare al cetății. 
Azi cetatea renovată este proprietate privată și poate fi vizitată de turiști, fiind și folosită și ca loc de cununie romantică.